# ميركو بابيتش
ميركو بابيتش (14 مارس 1948 - 12 نوفمبر 2020)، هو ممثل صربي.